# Villarosa
Villarosa – miejscowość i gmina we Włoszech, w regionie Sycylia, w prowincji Enna.
Według danych na rok 2004 gminę zamieszkiwały 5693 osoby, 103,5 os./km².

## Współpraca
Miejscowości partnerskie:
- Le Quesnoy, Francja
- Morlanwelz, Belgia